# 744
| Calendário gregoriano                                                        | 744 DCCXLIV                     |
| Ab urbe condita                                                              | 1497                            |
| Calendário arménio                                                           | 193 – 194                       |
| Calendário bahá'í                                                            | -1100 – -1099                   |
| Calendário budista                                                           | 1288                            |
| Calendário chinês                                                            | 3440 – 3441                     |
| Calendário copta                                                             | 460 – 461                       |
| Calendário etíope                                                            | 736 – 737                       |
| Calendários hindus - Vikram Samvat - Calendário nacional indiano - Cáli Iuga | 799 – 800 665 – 666 3844 – 3845 |
| Calendário Holoceno                                                          | 10744                           |
| Calendário islâmico                                                          | 126 – 127                       |
| Calendário judaico                                                           | 4504 – 4505                     |
| Calendário persa                                                             | 122 – 123                       |
| Calendário rúnico                                                            | 994                             |
| Calendário solar tailandês                                                   | 1287                            |

744 (DCCXLIV na numeração romana) foi um ano bissexto do século VIII do Calendário Juliano, da Era de Cristo, as suas letras dominicais foram E e D (53 semanas), teve início a uma quarta-feira e terminou a uma quinta-feira.
| Ano completo                           |
| -------------------------------------- |
| Ano bissexto com início à quarta-feira |